# Sychesia dimidiata
Sychesia dimidiata là một loài bướm đêm thuộc phân họ Arctiinae, họ Erebidae.